# هزاربد
هزاربد (پارسی میانه: hazārbed، به معنای «فرمانده هزار» از پارسی باستان: hazārapati)، که به عنوان هزارفت (پارسی میانه: hazāruft) نیز شناخته می‌شود، یکی از مقام‌های ارتش شاهنشاهی ساسانی بود که در آغاز گارد سلطنتی را رهبری می‌کرد اما بعدها مقام آن برابر با وزرگ فرمذار (پارسی میانه: wuzurg-framādār) (وزیر) شد.